# Milianni
Milianni, è una frazione di Tusa e si trova in Sicilia sulla costa del mare Tirreno.

## Storia
Borgo del comune di Tusa, è abitato da poche decine di abitanti che d'estate si raddoppiano. Di interesse storico è la "Torre Scillichenti", risalente al XVI secolo, usata nella Seconda guerra mondiale da soldati italiani per scrutare il mare e difendere la costa da possibili attacchi navali. Milianni fu fondata nei primi del '900 da alcuni ferrovieri che lavoravano per l'edificazione della ferrovia Messina-Palermo. Qui costruirono delle stanzette dove alloggiare. Al termine dei lavori ferroviari vendettero le stanze ad alcuni abitanti di Tusa, che le ampliarono fino a formare un piccolo paesino. 
In passato la zona di Milianni era chiamata "Catena" perché vi era un confine tra due contee e si pagava un pedaggio per passare da un territorio all'altro.